# Walter Cronkite
Walter Leland Cronkite Jr. (St. Joseph, Missouri, 4. studenog 1916. – 17. srpnja 2009.), američki novinar, najpoznatiji kao voditelj večernjih vijesti postaje CBS (1962. – 1981.).
Rodio se u Sv.Josipu, država Missouri. Završio je osnovnu i srednju školu. Od fakulteta je odustao na trećoj godini.Posvetio se novinarstvu, postavši cijenjen zbog izvještavanja o bitkama u sjevernoj Africi i Europi. Nakon rata,pokrivao je Nürnberški proces. Po povratku u domovinu, radio je na raznim radio postajama dok nije došao na CBS. Najvažniji događaji vezani uz njega su: atentat u kojem je ubijen američki predsjednik John F. Kennedy, Vijetnamski rat, slijetanje na Mjesec 1969. godine. Odmilja zvan "ujak Walter", smatran je "čovjekom kojem se najviše vjeruje u Americi". Što se tiče njegove uloge u Vijetnamskom ratu, nakon pokrenute Tet Ofenzive, rekao je da je rat nemoguće dobiti. Čuvši to, am. predsjednik Lyndon B. Johnson rekao je:"Ako sam izgubio Waltera Cronkitea, izgubio sam zemlju". Nedugo nakon te izjave, Johnson se povukao iz predsjedničke utrke 1968. godine. Kada je od 1979. do 1981. trajala iranska talačka kriza koja je srušila predsjednika Jimmy Cartera, brojio je dane koje su taoci provodili zatočeni. U mirovinu je otišao s navršenih 65 godina 1981. Iako je nedavno navršio 90-u, još uvijek je aktivan u svom poslu.